# Wola życia
Wola życia (tyt. oryg. Cien días de Ana) – argentyńska telenowela z 1982 roku.

## Informacje ogólne
Telenowelę wyreżyserował i wyprodukował Nicolás del Boca, a w rolach głównych zagrali: jego córka Andrea del Boca oraz popularny latynoamerykański aktor Silvestre. W serialu wykorzystano piosenki „Yo no soy tu principe azul” w wykonaniu Silvestre oraz „Perdóname”, którą Silvestre śpiewa w duecie z Andreą. Serial Cien días de Ana (pol. Sto dni Any) zadebiutował w marcu 1982 na antenie argentyńskiej telewizji publicznej. Był emitowany też w innych krajach Ameryki Południowej, we Włoszech (jako I cento giorni di Andrea) oraz w Polsce.

## Opis fabuły
Ana (w polskiej wersji Andrea) dorasta w zamożnej rodzinie i od dziecka jest rozpieszczana przez swojego ojca. Pewnego razu Ana poznaje na dyskotece piosenkarza Renzo, który występuje tam ze swoim zespołem. Zakochują się w sobie od pierwszego wejrzenia. Ojcu Andrei od razu nie podoba się partner córki i proponuje mu pieniądze w zamian za zerwanie z nią. Renzo zgadza się, ponieważ jego ojciec uległ wypadkowi i potrzebne są pieniądze na jego wyleczenie. Wówczas okazuje się, że Ana jest nieuleczalnie chora na białaczkę. Ojciec zezwala na ich związek, jednak z zamiarem by oboje rozstali się, kiedy córka wyzdrowieje. Miłość Any i Renzo jest jednak silniejsza – zamierzają się oni pobrać, a dziewczyna odkrywa, że jest w ciąży. Choć lekarze odradzają jej kontynuowanie ryzykownej ciąży, Ana postanawia urodzić córkę.

## Obsada
- Andrea del Boca jako Ana
- Silvestre jako Renzo
- Duilio Marzio jako Aníbal
- Fernanda Mistral jako Dora
- Jorge Marrale jako Ariel
- Aníbal Morixe jako Oscar
- Rafael Rodríguez jako Ernesto
- Juan Manuel Tenuta jako Elio
- Roberto Fiore jako Marcos